# Henri-Elzéar Taschereau
Pour les articles homonymes, voir Taschereau (homonymie).
Pour les autres membres de la famille, voir Famille Taschereau.
Henri-Elzéar Taschereau, né le 7 octobre 1836 à Sainte-Marie et mort le 14 avril 1911 à Ottawa, est un avocat, homme politique, professeur et juriste. Il est le premier canadien-français à être nommé juge en chef du Canada.

## Biographie
Il est né à Sainte-Marie-de-Beauce (Bas-Canada), fils aîné de Pierre-Elzéar Taschereau, avocat et seigneur, et de Catherine-Hémédine Dionne. Il étudie au Petit séminaire de Québec et à l'Université Laval, puis il est admis au barreau du Québec en 1857 et pratique le droit à Québec, d’abord dans le cabinet d’un parent, Jean-Thomas Taschereau, puis avec Jean Blanchet à compter de 1863,.
En 1861, Taschereau est élu député de Beauce à l'Assemblée législative de la province du Canada puis réélu en 1863. Bleu, il soutient publiquement le projet de Confédération canadienne de John Alexander Macdonald et George-Étienne Cartier mais, au dernier moment, il vote contre soutenant qu'elle sera la ruine de la nation canadienne-française,.
Il est nommé juge de la Cour supérieure du Québec en 1871 et à la Cour suprême du Canada en 1878. Il enseigne le droit à temps partiel à l'Université d'Ottawa et publie plusieurs ouvrages juridiques dont une édition annotée du Code de procédure civile du Bas-Canada et une autre du droit criminel canadien,,. En 1902 il accède aux fonctions de juge en chef de la Cour suprême du Canada, et ce jusqu'à sa retraite en 1906. Il est fait chevalier avec le titre de Sir par le roi Edouard VII en 1902 et, à ce titre, il siège au comité judiciaire du Conseil privé en 1904.
Il meurt à Ottawa à l'âge de 74 ans.

## Une illustre famille du Québec
Henri-Elzéar Taschereau appartient à une famille illustre au Québec. Son père, Pierre-Elzéar Taschereau, était propriétaire de la seigneurie de Sainte-Marie-de-la-Nouvelle-Beauce ; en 1844 Henri-Elzéar hérite d'une partie de la seigneurie et du manoir seigneurial, que sa mère administre jusqu'à sa majorité ; il est le neveu du cardinal Elzéar-Alexandre Taschereau ; le fils de son cousin Jean-Thomas Taschereau, Louis-Alexandre Taschereau, est premier ministre du Québec de 1920 à 1936, et le petit-fils de Jean-Thomas Taschereau, Robert Taschereau, accède à son tour au poste de juge en chef du Canada de 1940 à 1967.